# یکه‌زارع
یکه‌زارع نام خانوادگی افراد زیر است:
- هاشم یکه‌زارع، مدیر اجرایی ایرانی
- ایرج یکه‌زارع، کاریکاتوریست ایرانی